# Félix Lasso
Félix "El Pereque" Lasso García (* Guayaquil, 28 de mayo de 1945- † Ibidem, 13 de febrero de 2016) fue un futbolista ecuatoriano que jugaba de delantero.

## Trayectoria
Su primer equipo fue el Barcelona Sporting Club de Ecuador. Quedó campeón nacional 2 veces y 3 veces del campeonato local. Debutó en 1962, pero no tuvo muchos oportunidades en sus comienzos hasta que en 1966 alcanza la titularidad. Ese mismo año había debutado con la Selección ecuatoriana de fútbol en la Campeonato Sudamericano contra Paraguay.
En 1968 tuvo su paso por el fútbol del extranjero al ir a Universidad de Chile, donde anotó 13 goles, siendo campeón del Torneo Metropolitano, al año siguiente retornó a Barcelona.
En 1970 pasa a Emelec, donde tiene sus mejores años en lo personal, salió campeón en 1972 y marcó 61 goles, jugando hasta 1974.
En 1975 se fue a El Nacional, en 1977 a LDU(P) y finalmente retornó a Barcelona en 1979 donde se retiró ese año.

## Selección nacional
Ha sido internacional con la Selección de fútbol de Ecuador en 27 ocasiones. Su debut fue el 21 de diciembre de 1966 en el Campeonato Sudamericano ante Paraguay.

### Participaciones internacionales
- Eliminatorias al Mundial Inglaterra 1966 y México 1970.
- Campeonato Sudamericano 1967 y Copa América 1975.

## Curiosidades
- En 1973, siendo jugador de Emelec, fue el único ecuatoriano convocado a la Selección de América en un partido disputado contra la Selección de Europa en el Camp Nou de España el 31 de octubre de ese año. Aquel partido jugaron estrellas como Johan Cruyff, Eusebio, Roberto Rivelinho, Teófilo Cubillas, Miguel Angel Brindisi, entre otros. El partido terminó empatado 3-3 y en penales ganó 3-2 la Selección de América.[1][2][3][4]

## Clubes
| Club                 | País    | Año       |
| -------------------- | ------- | --------- |
| Barcelona            | Ecuador | 1962-1967 |
| Universidad de Chile | Chile   | 1968      |
| Barcelona            | Ecuador | 1969      |
| Emelec               | Ecuador | 1970-1974 |
| El Nacional          | Ecuador | 1975-1976 |
| LDU de Portoviejo    | Ecuador | 1977-1978 |
| Barcelona            | Ecuador | 1979      |

## Palmarés

### Campeonatos locales
| Título                  | Club                 | País    | Año  |
| ----------------------- | -------------------- | ------- | ---- |
| Campeonato de Guayaquil | Barcelona            | Ecuador | 1963 |
| Campeonato de Guayaquil | Barcelona            | Ecuador | 1965 |
| Campeonato de Guayaquil | Barcelona            | Ecuador | 1967 |
| Torneo Metropolitano    | Universidad de Chile | Chile   | 1968 |

### Campeonatos nacionales
| Título                 | Club        | País    | Año  |
| ---------------------- | ----------- | ------- | ---- |
| Campeonato Ecuatoriano | Barcelona   | Ecuador | 1963 |
| Campeonato Ecuatoriano | Barcelona   | Ecuador | 1966 |
| Campeonato Ecuatoriano | Emelec      | Ecuador | 1972 |
| Campeonato Ecuatoriano | El Nacional | Ecuador | 1976 |

### Distinciones individuales
| Distinción                           | Año  |
| ------------------------------------ | ---- |
| Goleador del Campeonato de Guayaquil | 1967 |